# Manuel Karasek
Manuel Karasek (* 18. September 1967 in Stuttgart) ist ein deutscher Schriftsteller und Journalist.

## Leben
Karasek ist der zweitälteste Sohn von Hellmuth Karasek und dessen erster Ehefrau Marvela Ines Mejia-Perez. Er hat mit dem älteren Bruder Daniel, dem jüngeren Halbbruder Nikolas sowie der ebenfalls jüngeren Halbschwester Laura drei Geschwister. Er wuchs in Stuttgart, Hamburg und Caracas auf. 1988 legte er an der Jahn-Gesamtschule in Hamburg das Abitur ab. Danach leistete er den Zivildienst in Hamburg. Von 1990 bis 1995 studierte er in Bonn Iberoromanistik. Sein Erzählband El Tigre wurde 1995 veröffentlicht. Von da an führte er unterschiedliche journalistische Tätigkeiten aus. 
Seit 2000 lebt Manuel Karasek in Berlin. 
2017 publizierte er den Roman Mirabels Entscheidung.

## Werk
- El Tigre. Erzählungen. Edition Isele, Eggingen 1995, ISBN 386142049X.
- Mirabels Entscheidung. Roman. Verbrecher Verlag, Berlin 2017, ISBN 978-3-95732-193-0.

## Auszeichnungen
- 1995 Förderpreis der Jürgen-Ponto-Stiftung der Dresdner Bank für "El Tigre"
- 1998 Stipendium des Landes Baden-Württemberg "Schloß Solitude"
- 1999 Stipendium des Literarischen Colloquiums Berlin